# ديانا سيرا كاري
ديانا سيرا كاري (بالإنجليزية: Diana Serra Cary)‏ (من مواليد 29 أكتوبر 1918م) وتعرف أيضاً بالطفلة بيجي، هي ممثلة طفلة أمريكية ومؤلفة ومؤرخة، وكانت من أواخر نجوم العهد السينمائي الصامت الذين بقوا على قيد الحياة حتى القرن الحادي والعشرين.

## روابط خارجية
- ديانا سيرا كاري على موقع IMDb (الإنجليزية)
- ديانا سيرا كاري على موقع ألو سيني (الفرنسية)
- ديانا سيرا كاري على موقع أول موفي (الإنجليزية)
- ديانا سيرا كاري على موقع قاعدة بيانات الأفلام السويدية (السويدية)
- ديانا سيرا كاري على موقع قاعدة بيانات الفيلم (الإنجليزية)
- ديانا سيرا كاري على موقع كينوبويسك (الروسية)